# Selenia nabdalsa
Selenia nabdalsa là một loài bướm đêm trong họ Geometridae.